# Thelepus japonicus
Thelepus japonicus är en ringmaskart som beskrevs av Marenzeller 1884. Thelepus japonicus ingår i släktet Thelepus och familjen Terebellidae. Inga underarter finns listade i Catalogue of Life.